# 개혁신학회

개혁신학회 봄 학술대회 2018년 4월 14일 칼빈대학교

개혁신학회정기모임 2016년 10월 8일 서울시민교회

개혁신학회(The Society of Reformed Theology)는 2002년 10월 19일 김인환 박사를 비롯한 120여명의 학자들이 총신대학교에서 창립한 신학회이다. 웨스트민스터 신앙고백서(Westminster Confession of Faith)를 토대로 전통적인 개혁신학을 계승, 연구, 발전시키며, 회원 상호간의 친목을 도모하고, 하나님 나라 확장과 교회의 성숙을 도모하기 위하여 학문적 활동하는 신학회이다. 현재 회장은 총신대학교 신학대학원의 문병호 박사이며 등재 학회지로는 개혁논총이 발행된다.

## 고문
- 김근수, 박형용, 서철원, 오덕교, 정규남, 김영욱, 김길성, 이상규, 이광희, 박응규[3], 이광희

## 임원
- 회장: 문병호
- 부회장: 김요섭

## 학회 개혁논총 편집위원
- 편집위원장: 김요섭(총신대)
- 편집위원: 김규섭, 박윤만, 박현신, 송영목, 안경승, 우병훈, 유선명, 정성욱, 차재승, 한병수
- 간사: 곽진수

### 학회지 발행일
1년 4회 (3월31일, 6월 30일, 9월 30일, 12월 31일)

## 같이 보기
- 한국복음주의신학회
- 총신대학교
- 한국개혁신학회
- 세계개혁신학회
- 세계칼빈학회
- 한국장로교신학회